# 南伊塔乌纳
南伊塔乌纳是巴西巴拉那州的一个市镇。总面积128.87平方公里，总人口3701人，人口密度28.7人/平方公里。